# Башта, Трифон Максимович
Трифон Максимович Башта (14 февраля 1904, хутор Чижиков, Роменский уезд Полтавской губернии, Российская империя — 17 сентября 1987, Киев) — советский учёный, специалист в области машиностроительной гидравлики, доктор технических наук, профессор, лауреат Государственной премии СССР, заслуженный деятель науки и техники Украинской ССР (1964).

## Биография
Родился в семье крестьянина; в 1914 году семья переехала в Ашхабад.
После окончания технического училища железнодорожных машинистов работал с 1922 по 1923 год помощником машиниста и машинистом на Среднеазиатской железной дороге. С 1925 по 1930 годы обучался на механическом факультете Киевского политехнического института, с 1930 по 1931 годы — в аспирантуре этого же института по кафедре металлорежущих станков. В 1932 году окончил (заочно) мехмат МГУ, а 1934 году — Институт красной профессуры при ЦК ВКП(б).
С 1932 года начал заниматься новой для того времени специальностью — «Гидравлические и пневматические приводы». С 1934 года работал в Экспериментальном научно-исследовательском институте металлорежущих станков, где он создал и возглавил Бюро гидравлических передач. На базе руководимого им бюро был в 1935—1936 годах создан завод «Гидропривод» в Харькове.
В 1935 году он получил звание профессора, а в 1936 году защитил докторскую диссертацию. В 1935 году был избран Учёным секретарём технического отделения Академии наук СССР.
В 1938 году Т. М. Башта был арестован по обвинению во вредительстве. В местах заключения работал в созданном А. Н. Туполевым авиационном конструкторском бюро. Впервые в отечественной практике создал системы гидропривода, которые обеспечили выполнение силовых функций управления боевыми самолётами.
В 1940 году Т. М. Башта был досрочно освобождён, с него была снята судимость, и он был восстановлен в правах.
Во время Великой Отечественной войны работал инженером-конструктором во фронтовых авиационных мастерских по ремонту гидравлических систем боевых самолётов, затем стал начальником лаборатории Лётно-исследовательского института авиационной промышленности.
В 1946 году по предложению Т. М. Башты было создано исследовательско-конструкторское бюро и завод посадочных приспособлений и гидравлического оборудования № 279 (ныне — ОАО "Авиационная корпорация «Рубин»), где он был назначен директором и главным конструктором. За время своей профессиональной деятельности принимал участие в создании гидравлических приводов многих летательных аппаратов, среди которых ТУ-2, Ту-4, Ту-16, Ту-95, Ту-104, Ил-14, Ил-28, Ка-10, МиГ-9, МиГ-15, МиГ-17, Су-7, Су-9, Як-25.
Т. М. Башта уделял большое внимание подготовке профессиональных кадров в области гидропривода: преподавал в МВТУ им. Баумана, в Станкине, Московском авиационном институте, Киевском институте инженеров гражданской авиации. Под его руководством было подготовлено 15 докторов наук и более 80 кандидатов наук.
С 1955 года жил и работал в Киеве, где заведовал кафедрой гидрогазовых систем Киевского института инженеров гражданской авиации, а затем работал профессором на той же кафедре.
Скончался 17 сентября 1987 года после тяжёлой болезни, похоронен в Киеве.

## Награды
- Орден Октябрьской Революции

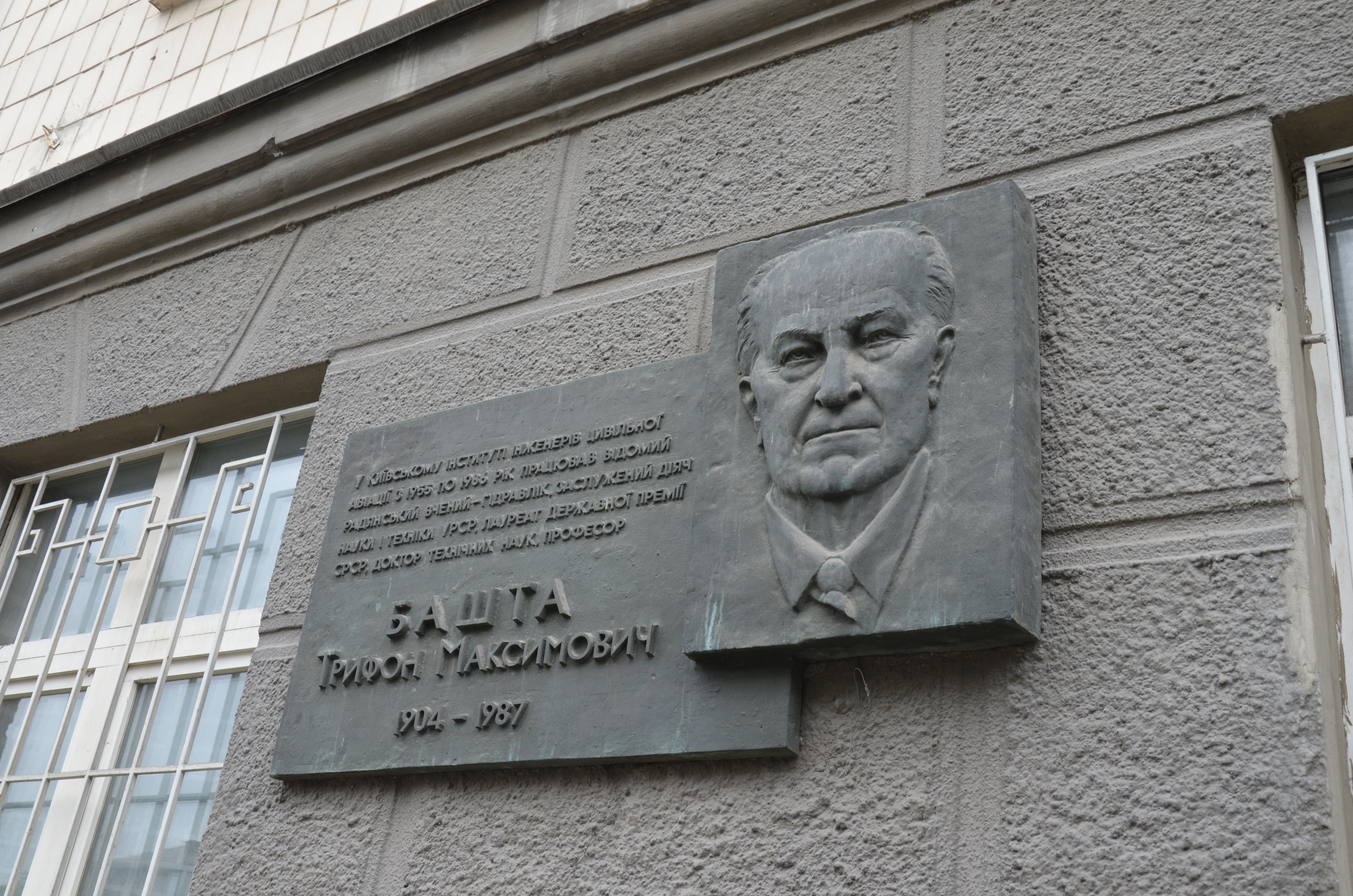
Памятная табличка на корпусе Национального авиационного университета

- Орден Отечественной войны I степени
- Орден Трудового Красного Знамени
- пять медалей
- Государственная премия СССР
- Заслуженный деятель науки и техники Украинской ССР (1964)

## Основные работы
Автор более 200 печатных работ, последняя из которых была издана уже после его смерти. Некоторые монографии переведены на чешский, польский, румынский, венгерский, сербский, английский, немецкий и китайский языки.
- Алексеева Т. В., Бабанская В. Д., Башта Т. М. и др. Техническая диагностика гидравлических приводов / Под ред. Т. М. Башты. — М.: Машиностроение, 1989. — 263 с. — 8100 экз. — ISBN 5-217-00489-4.
- Башта Т. М. Гидравлические приводы и механизмы металлорежущих станков. — М.; Л.: Онти. Глав. ред. лит-ры по машиностроению и металлообработке, 1936. — 520 с. — 6000 экз.
- Башта Т. М. Гидравлические приводы летательных аппаратов. — 4-е, перераб. и доп. — М.: Машиностроение, 1967. — 495 с. — 13 000 экз.
- Башта Т. М. Гидравлические следящие приводы. — М.; Киев: Машгиз, 1960. — 282 с. — 14 000 экз.
- Башта Т. М. Гидропривод и гидропневмоавтоматика: [Учебник для специальности «Гидропневмоавтоматика и гидропривод» вузов]. — М.: «Машиностроение», 1972. — 320 с. — 26 000 экз.
- Башта Т. М. Лётные исследования амортизаторов шасси серийных отечественных самолётов. — М.: Изд. Бюро новой техники НКАП, 1944. — 36 с.
- Башта Т. М. Машиностроительная гидравлика: Справочное пособие. — М.: Машгиз, 1963. — 696 с. — 23 000 экз. || . — 2-е, перераб. и доп. — М.: Машиностроение, 1971. — 671 с. — 32 000 экз.
- Башта Т. М. Надёжность гидравлических систем воздушных судов. — М., 1968.
- Башта Т. М. Объёмные насосы и гидравлические двигатели гидросистем: [Учебник для вузов по специальности «Гидропневмоавтоматика и гидропривод»]. — М.: «Машиностроение», 1974. — 606 с. — 22 000 экз.
- Башта Т. М. Основы расчётов и выбор гидравлического привода для прямолинейных возвратно-поступательных движений узлов металлорежущих станков. — М.: тип. Мособлполиграфа, 1937. — 51 с. — 600 экз.
- Башта Т. М. Основы теории прикладной гидравлики. — Киев, 1962. — 112 с. — (Заоч. семинар «Гидравлич. передачи и устройство машин»: Лекции 12 и 13). — 3000 экз.
- Башта Т. М. Проблемы применения в автоматических системах высоких давлений жидкости. — М.: [Изд-во АН СССР], 1960. — 13 с. — (Первый междунар. конгресс ИФАК по автоматич. управлению: Докл.). — 1000 экз.
- Башта Т. М. Самолётные гидравлические устройства. — М.: Оборонгиз, 1946. — 399 с. — 5000 экз. || Самолётные гидравлические приводы и агрегаты: (Конструкции и расчёт). — М.: Оборонгиз, 1951. — 640 с. — 3000 экз. || Расчёты и конструкции самолётных гидравлических устройств. — Изд. 3-е, перераб. и доп. — М.: Оборонгиз, 1961. — 475 с. — 10 150 экз.
- Башта Т. М. Силовые гидравлические системы самолётов ГВФ. — М., 1962.
- Башта Т. М., Зайченко И. З., Ермаков В. В., Хаймович Е. М. Объёмные гидравлические приводы / Под ред. Т. М. Башты. — М.: Машиностроение, 1969. — 628 с. — 15 500 экз.
- Башта Т. М., Никитин Г. А., Комаров А. А. Гидравлические и пневматические устройства летательных аппаратов: (Курс лекций). — Киев, 1967. — Т. 1. — 170 с.; Т. 2. — 129 с. — 1500 экз. || Башта Т. М., Никитин Г. А., Комаров А. А., Погодаев Ф. Г. Гидравлические и пневматические устройства летательных аппаратов: (Курс лекций). — Киев, 1969. — Т. 3. — 174 с. — 1600 экз.
- Башта Т. М., Руднев С. С., Некрасов Б. Б. и др. Гидравлика, гидравлические машины и гидравлические приводы: [Учебник для машиностроит. специальностей вузов] / Под ред. Т. М. Башты. — М.: Машиностроение, 1970. — 504 с. — 40 000 экз. || Гидравлика, гидромашины и гидроприводы: [Учебник для втузов]. — 2-е изд., перераб. — М.: Машиностроение, 1982. — 423 с. — 100 000 экз.
- Технические требования к гидравлическим системам пассажирских самолётов / Под ред. Т. М. Башты. — М., 1968.